# رود تارواگاتای
رود تارواگاتای (به لاتین: Tarvagatai River) یک رود در مغولستان است که در استان بولگن واقع شده‌است.